# Anne Ottenbrite
Anne Ottenbrite, née le 12 mai 1966 à Bowmanville, est une nageuse canadienne.

## Carrière
Aux Jeux olympiques d'été de 1984 à Los Angeles, Anne Ottenbrite remporte la médaille d'or sur 200 mètres brasse, avec un record olympique de 2 min 30 s 38. Elle est aussi médaillée d'argent sur 100 mètres brasse et médaillée de bronze du relais 4 × 100 mètres quatre nages.
Elle entre à l'International Swimming Hall of Fame en 1999.